# جون ديفيس

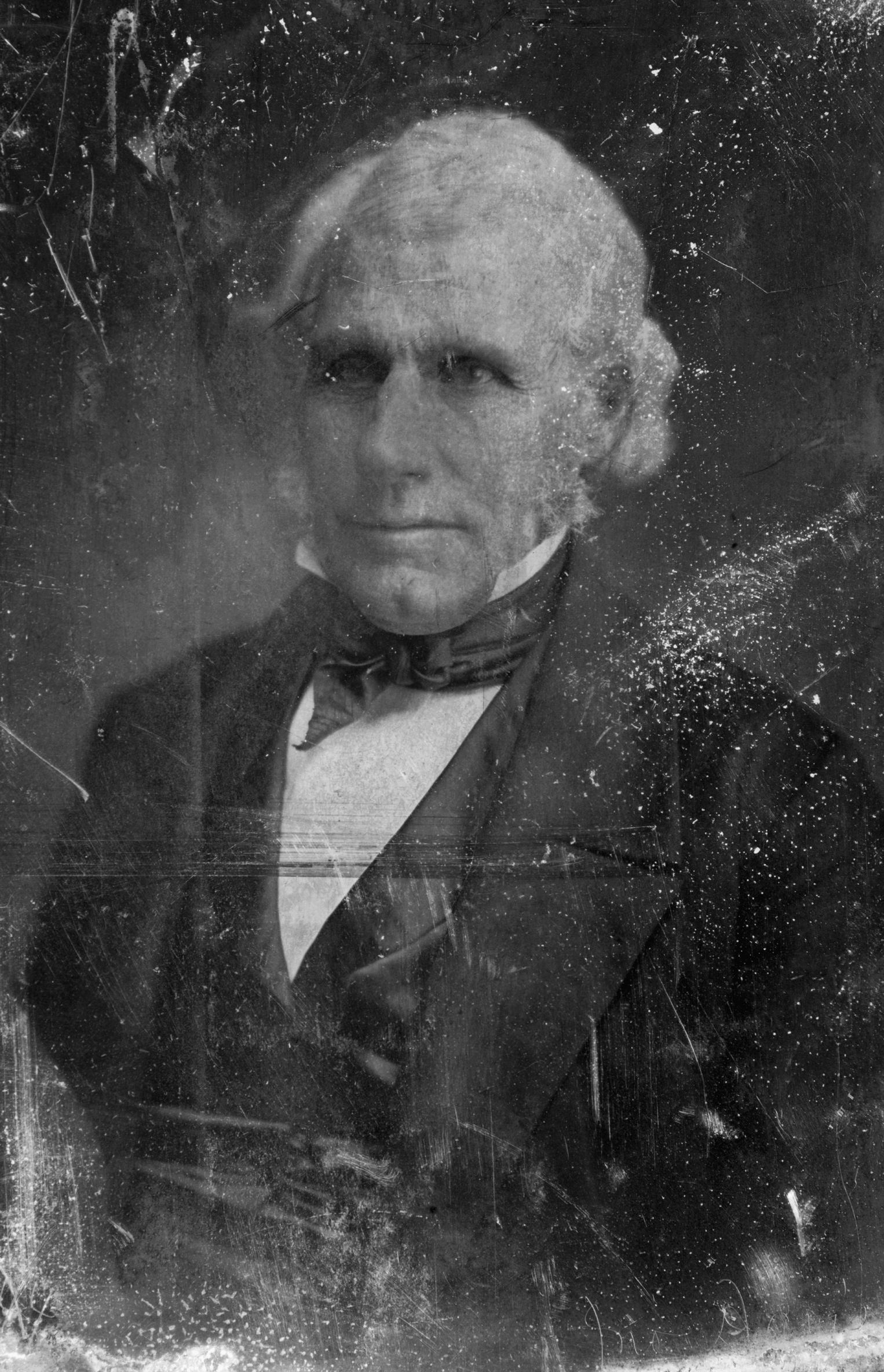
جون ديفيس

وهو سياسي أمريكي والحاكم رقم 14 و 17 لولاية ماساشوستس الأمريكية ولد جون ديفيس في 13 كانون الثاني من سنة 1787 في ولاية ماساشوستس الأمريكية بدأديفيس حياته المهنية كمحامي في ورستي في عام 1815 كان ديفيس عضوا في مجلس النواب الأمريكي ما بين الأعوام 1825 إلى عام 1834 وعضوا في مجلس الشيوخ الأمريكي مرتين المرة كانت ما بين الأعوام 1835 إلى عام 1841 والمرة الثانية كانت ما بين الأعوام 1845 إلى عام 1853 وكان جون ديفيس الحاكم رقم 14 لولاية ماساشوستس الأمريكية ما بين الأعوام 1834 إلى عام 1835 والحاكم رقم 17 لولاية ماساشوستس ما بين الأعوام 1841 إلى عام 1843 توفي جون ديفيس في 19 نيسان من سنة 1854 في ولاية ماساشوستس.